# Person of Interest (tv-serie)
Person of Interest er en amerikansk tv-serie. Serien følger en tidligere CIA-agent som arbejder for en mystisk millionær for at forhindre vold og drab i New York City. Sæson to havde premiere i USA 27. september 2012.

## Medvirkende

### Hovedpersoner
- Jim Caviezel - John Reese
- Michael Emerson - Harold Finch
- Taraji P. Henson - Detektiv Jocelyn «Joss» Carter
- Kevin Chapman - Detektiv Lionel Fusco
- Bear (af spillet Graubaer's Boker[1]): en hund med militær uddannelse, Reese redder den fra ariske nationalister, der brugte ham som kamphund. Bear tilbringer det meste af sin tid med Finch, som var tilbageholdende med at have ham i biblioteket i første omgang, men bliver knyttet til ham med tiden.

### Mindre roller
- Paige Turco - Zoe Morgan
- Brett Cullen - Nathan Ingram
- Carrie Preston - Grace Hendricks
- Sterling K. Brown - Det. Cal Beecher
- Amy Acker - Root
- Brennan Brown - Special Agent Donnelly
- Al Sapienza, Michael McGlone, Anthony Mangano - NYPD mordefterforsker
- Susan Misner - Jessica Arndt
- Elizabeth Marvel - Alicia Corwin
- Ken Leung - Leon Tao